# Romboedr

romboedr

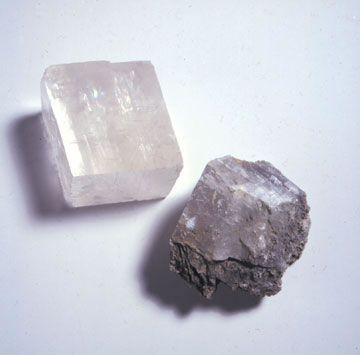
romboedryczny kryształ kalcytu

Romboedr, rombościan – równoległościan, którego każda ściana jest rombem, czyli bryła ograniczona sześcioma przystającymi rombami. Kształt romboedru mają niektóre komórki elementarne układu trygonalnego (jednego z typów sieci krystalograficznych).
Właściwości
- romboedr ma 8 wierzchołków i 12 krawędzi,
- oś główna symetrii obrotowej łączy te 2 wierzchołki, w których zbiegają się po 3 kąty równe,

## Wzory
- objętość romboedru o krawędzi {\displaystyle a} i kącie wewnętrznym ściany {\displaystyle \alpha } wynosi:

{\displaystyle V=a^{3}(1-\cos \alpha ){\sqrt {1+2\cos \alpha }}},
- pole powierzchni wynosi:

{\displaystyle S=6a^{2}\sin \alpha }.